# Древесницы (род бабочек)
Древесницы (Zeuzera) — род ночных бабочек из семейства древоточцев.

## Описание
Размах крыльев 50—70 мм. Крылья вытянутые и узкие, с заметно скошенным наружным краём. Основной окрас белый с тёмными пятнами.
Половой диморфизм. Усики самца в основании двугребенчатые, выше — пильчатые. Гребешки самок значительно короче, а вершины усиков простые. Гениталии самца хорошо развитые. У самки — длинный телескопический яйцеклад.
Самки откладывают яйца по одному на кору лиственных деревьев возле почек. Гсеницы — ксилофаги (питаются древесиой), развиваются в стволах и ветках различных деревьев.

## Виды

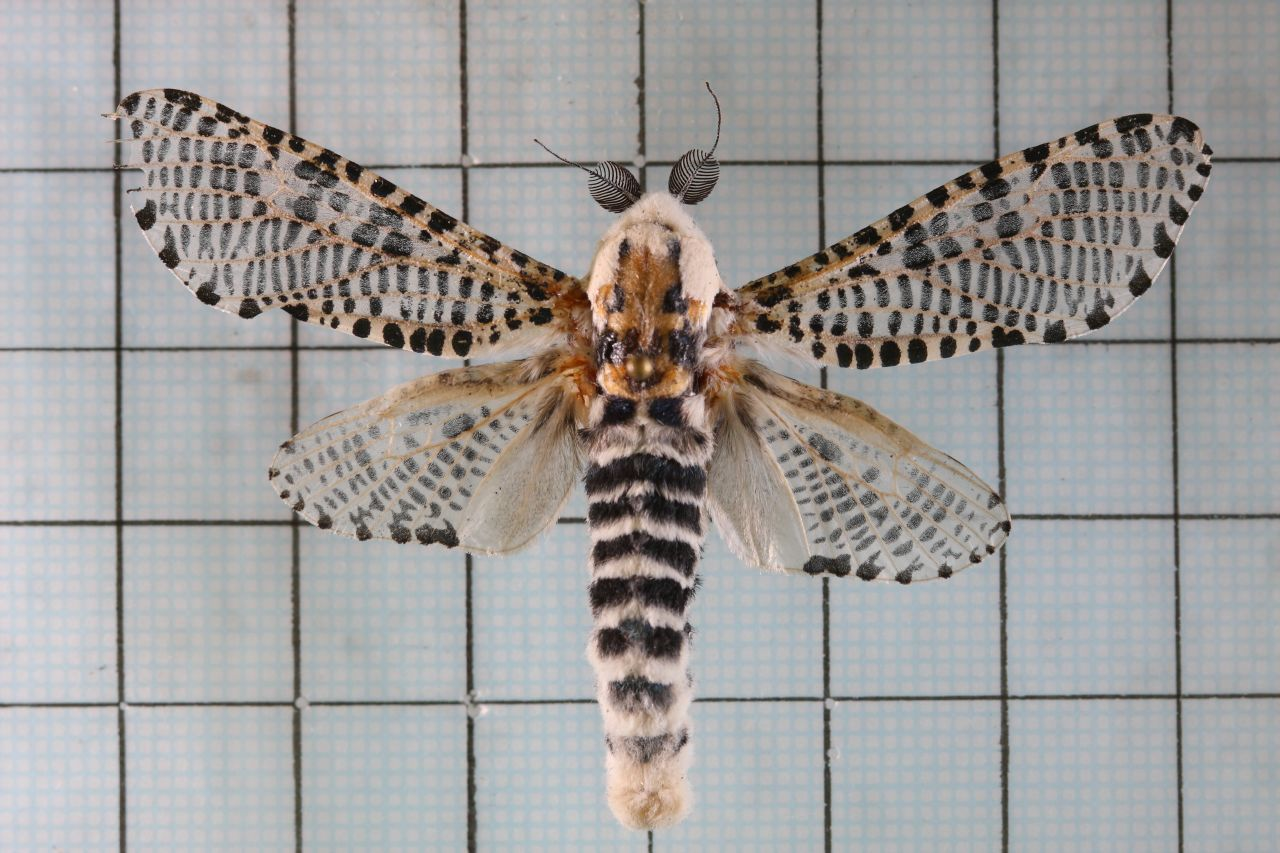
Zeuzera multistrigata

- Zeuzera biebingeri Speidel et Speidel, 1986
- Zeuzera lineata Gaede, 1933
- Zeuzera multistrigata Moore, 1881
- Zeuzera nepalense Daniel, 1962
- Zeuzera nuristanensis Daniel, 1964
- Zeuzera pyrina (Linnaeus, 1761)
- Zeuzera qinensis Hua, Chou, Fang et Chen, 1990
- Zeuzera yuennani Daniel, 1940